# ロナルド・フェアバーン
ウィリアム・ロナルド・ドッズ・フェアバーン（William Ronald Dodds Fairbairn、1889年 - 1964年）は、イギリスの精神分析者。スコットランド・エディンバラ生まれ。スキゾイドパーソナリティ障害の理解に先鞭を付けた学者として知られる。また「対象関係論」という言葉を初めて正式に使った人物でもある。

## 理論
主な業績は全て『人格の精神分析学的研究』という書物に収められている。
特に「リビドーの究極的な目的は対象である」という言葉からも分かる通り、それまでフロイトやメラニー・クラインによって理論の根幹を支える前提とされていたリビドーと攻撃性の概念を、生物的な本能的緊張の解放を第一の目的とするのではなく、最初から対象を求めるものとみなした。
彼はパーソナリティを内的な対象関係の布置として考えている。そのためフェアバーンの理論を最も純粋な対象関係論と言うことができる。また彼においてはイド(エス)の存在は重要視されなくなっており、自我を基本とした理論を構築している。最終的にはフロイトの心的構造論を改定し、自我が分割されて拒絶された対象と共に抑圧されるという「基底的・内的精神構造」という独自の理論を提出している。
心的発達においては「未熟な乳幼児依存から成熟した依存へと席を譲っていくプロセスにある」と考えた。そのため古典的な精神分析学派である自我心理学や対象関係論の「依存から独立へ」の考え方とは正反対の考えを持っている学者としては、上記の様々な考えも含めて、精神分析学理論の中でも独創的であると言われている。

## 業績
1952年に出版された初の著作『人格の精神分析的研究』は、それまでに発表されたフェアバーンの論文を集めたものである。